# Barbara Czarniawska
Barbara Czarniawska, (Białystok, 2 de diciembre de 1948 - Gotemburgo, 7 de abril de 2024) fue una profesora polaco-sueca de administración de empresas en el Gothenburg Research Institute.

## Biografía
Barbara Czarniawska obtuvo su título de máster en psicología en la Universidad de Varsovia en 1970 y el doctorado en economía en la Escuela de Economía de Varsovia en 1976. En 1986, fue admitida como docente no remunerada en administración de empresas en la Escuela de Economía de Estocolmo. Entre 1990 y 1996, fue profesora de administración de empresas en la Universidad de Lund, tras lo cual asumió su puesto de profesora investigadora en Gotemburgo.
Como profesora investigadora en el Gothenburg Research Institute, Escuela de Economía de Gotemburgo, estuvo a cargo primero del programa de investigación Managing Big Cities, luego de Organizing in Action Nets y, más recientemente, de Managing Overflow. A esto le siguió un trabajo en la London School of Economics and Political Science, el Centro Científico para la Investigación Social de Berlín, una estancia de investigación en la Fundación Rockefeller en Bellagio (Italia), la Universidad de Yale y la Universidad de La Sapienza en Roma.
Czarniawska estudió organizaciones complejas en varios países y escribió sobre el tema en polaco, inglés, sueco e italiano. Hizo importantes contribuciones teóricas y metodológicas al uso de la teoría narrativa, el constructivismo social, la teoría del actor-red y la antropología en contextos organizacionales. Entre sus publicaciones en sueco se encuentran "Tillitens gränser" (2013), "Ute på fältet, inne vid skrivbordet" (2014) y "En teori om organisering. Andra utgåvan" (2015).
En 1984, se trasladó a la Escuela de Economía de Estocolmo. En 1990, se mudó a la Universidad de Lund, convirtiéndose en la segunda mujer en Suecia en ser nombrada profesora de administración de empresas. En 1988, Czarniawska obtuvo la ciudadanía sueca. En 1996, recibió ofertas de la Universidad de Yale y la Universidad de Cambridge, pero optó por unirse al Instituto de Investigación de Gotemburgo (GRI), un instituto interdisciplinario de la Facultad de Negocios, Economía y Derecho de la Universidad de Gotemburgo. Una de las razones fue su interés en el Festival de Cine de Gotemburgo, donde podía ver tres películas al día cada año. Su trabajo fue fundamental para convertir al GRI en una marca internacional. En una 2018, se describió a sí misma de la siguiente manera:

“Soy el tipo de investigadora que Isaiah Berlin llamaría zorro: curiosa por muchas cosas. Me interesan la gestión urbana, los estudios de género, la narratología y la robotización”.
Profesora principal Barbara Czarniawska, Doctorado Honorario en AAU 2018

"Tillitens gränser" es el informe final de la comisión de revisión independiente formada por Erik Amnå, Lena Marcusson y Czarniawska, que fue establecida en 2012 por el municipio de Gotemburgo tras los sonados casos de corrupción revelados por el programa "Uppdrag granskning" en 2010, conocidos como el "escándalo de corrupción en Gotemburgo". El informe ganó notoriedad por su crítica a los políticos y funcionarios del municipio de Gotemburgo y a la llamada "Göteborgsandan".
Czarniawska fue profesora titular en el European Institute for Advanced Studies in Management en Bruselas. Fue Visiting Research Fellow en la Sloan School of Management (MIT, Estados Unidos), el Arbetslivscentrum (Estocolmo), la London School of Economics and Political Science y el Wissenschaftszentrum Berlin. Fue Scholar-in-Residence en la Rockefeller Foundation (Bellagio, Italia) y Faculty Associate en el Center for Cultural Sociology, Yale University, New Haven, CT. También fue profesora visitante en varias universidades de Europa, Canadá y Australia.
Czarniawska fue miembro de la Real Academia de las Ciencias de Suecia desde 1999  y de la Real Academia de Ingeniería de Suecia desde 2001. Desde 2004, también fue miembro de la Sociedad Real de Ciencias y Letras de Gotemburgo y desde 2009 miembro extranjero de la Sociedad de Ciencias de Finlandia.
Las publicaciones científicas de Czarniawska tienen (en 2024) más de 41,000 citas y un índice h de 76, según Google Scholar.

## Premios
- 2000: "Lily and Sven Thuréus Technical-Economic Award for internationally renowned research in organization theory" (Premio Técnico-Económico Lily y Sven Thuréus por investigación internacionalmente reconocida en teoría de la organización).[16]
- 2003: Wihuri International Prize "in recognition of creative work that has specially furthered and developed the cultural and economic progress of mankind" (Premio Internacional Wihuri "en reconocimiento al trabajo creativo que ha promovido y desarrollado especialmente el progreso cultural y económico de la humanidad")[17][18]
- 2005: Oeconomiae doctor honoris causa, Handelshögskolan i Stockholm (Doctorado honoris causa en Economía, Escuela de Economía de Estocolmo)[19]
- 2006: Doctor Mercaturae Honoris Causa, Copenhagen Business School (doctorado honoris causa Mercaturae, Escuela de Negocios de Copenhague)[19]
- 2006: Honorary Doctor of Science (Economics), Helsinki School of Economics (Doctorado Honorario en Ciencias (Economía), Escuela de Economía de Helsinki)[19]
- 2011: Honorary Member of European Group for Organization Studies (EGOS) (Miembro Honorario del Grupo Europeo de Estudios sobre Organización (EGOS))[19]
- 2013: Pro Studio et Scientia, Handelshögskolan vid Göteborgs universitet (Pro Studio et Scientia, Escuela de Economía de la Universidad de Gotemburgo)[19]
- 2017: 1st EIASM Interdisciplinary Leader Award, 3 de abril de 2017 (Primer Premio de Liderazgo Interdisciplinario EIASM, 3 de abril de 2017)[19]
- 2017: Honorary Member of ASSIOA, Associazione Italiana di Organizzazione Aziendale (Miembro Honorario de ASSIOA, Asociación Italiana de Organización Empresarial)[19][20]
- 2018: Doctor Mercaturae Honoris Causa, Det Samfundsvidenskabelige Fakultet, Aalborg Universitet (doctorado honoris causa Mercaturae, Facultad de Ciencias Sociales, Universidad de Aalborg)[19][21]
- 2019: Honorary Member of puntOorg International Research Network (Miembro Honorario de la Red Internacional de Investigación puntOorg)[19]
- 2021: Elected corresponding member of British Academy (Miembro correspondiente electo de la Academia Británica)[19]
- 2021: NEON prize for an extraordinary journey of achievements in Management- and Organization (MOS) studies (Premio NEON por un extraordinario recorrido de logros en estudios de Gestión y Organización (MOS))[19]
- 2022: Honorary Doctor of Turku School of Economics, University of Turku, Finland (Doctorado Honorario de la Escuela de Economía de Turku, Universidad de Turku, Finlandia)[19]
- 2023: Honorary Doctorate in Communication Sciences at Università Svizzera Italiana, Lugano, Switzerland (Doctorado Honorario en Ciencias de la Comunicación en la Universidad Suiza [19]Italiana, Lugano, Suiza)[19]
- 2023: Edith Penrose Award (INSEAD/EURAM) for Trail Blazing Research (Premio Edith Penrose (INSEAD/EURAM) por Investigación Pionera)[19]

### Libros editados y números especiales de revistas
- 2023 (with Andreas Diedrich) Organizing immigrants’ integration. Practices and consequences in labour markets and societies. Palgrave Macmillan. (Organizando la Integración de Inmigrantes. Prácticas y Consecuencias en los Mercados Laborales y Sociedades. Palgrave Macmillan.)[47]
- 2023 (with Rafael Alcadipani, Gianluca Miscione, Elena Raviola, and Emre Tarim) Organizing outside organizations, Part 1. PuntOOrg International Journal, 8(1). (Organizando Fuera de las Organizaciones, Parte 1. PuntOOrg International Journal, 8(1).)[48][49]
- 2023 (with Rafael Alcadipani, Elena Raviola, and Emre Tarim) Organizing outside organizations, Part 2. PuntOorg International Journal, 8(2). (Organizando Fuera de las Organizaciones, Parte 2. PuntOorg International Journal, 8(2).)[50]
- 2022 (with Małgorzata Ćwikła, and Michał Pałasz) Posthumanizm i zarządzanie. Culture Management, 23(1). (Posthumanismo y Gestión. Culture Management, 23(1).)[51]
- 2020 (with Hernes. Tor) (eds.) ANT and organizing 2nd edition. Lund: Studentlitteratur. (ANT y Organización 2ª Edición. Lund: Studentlitteratur.)[52]
- 2019 (with Orvar Löfgren) Overwhelmed by overflows? How people and organizations create and manage excess. Lund: Lund University Press. (¿Abrumados por el Desbordamiento? Cómo las Personas y las Organizaciones Crean y Gestionan el Exceso. Lund: Lund University Press.)[42][53]
- 2017 (with Metzger, Jonathan and Wieczorkowska-Wierzbinska, Grazyna) Managing overflows. European Management Journal, 35(6). (Gestionando Desbordamientos. European Management Journal, 35(6).)[54]
- 2017 A research agenda for management and organization studies. Cheltenham: Edward Elgar. (Una Agenda de Investigación para Estudios de Gestión y Organización. Cheltenham: Edward Elgar.)[40]
- 2015 (with Lindberg, Kajsa and Solli, Rolf) After NPM? Scandinavian Journal of Public Administration, 19(2). (¿Después del NPM? Scandinavian Journal of Public Administration, 19(2).)[55][56]
- 2013 (with Löfgren, Orvar) Coping with excess: How organizations, communities and individuals manage overflows. Cheltenham: Edward Elgar. (Enfrentando el Exceso: Cómo las Organizaciones, Comunidades e Individuos Gestionan el Desbordamiento. Cheltenham: Edward Elgar.)[57][58]
- 2012 (with Löfgren, Orvar) Managing overflow in affluent societies. New York: Routledge. (Gestionando el Desbordamiento en Sociedades Acomodadas. Nueva York: Routledge.)[59]
- 2011 Special Themed Section: Fashion in research and in management. Organization Studies, 32(5). (Sección Especial Temática: Moda en la Investigación y en la Gestión. Organization Studies, 32(5).)[60]
- 2009 Organizing in the face of threat and risk. Cheltenham, UK: Edward Elgar. (Organización frente a Amenazas y Riesgos. Cheltenham, Reino Unido: Edward Elgar.)[61][62]
- 2007 Organisering kring hot och risk. Lund: Studentlitteratur. (Organización en torno a Amenazas y Riesgos. Lund: Studentlitteratur.)[63][64]
- 2008 (with Panozzo, Fabrizio) Trends and fashions in management studies (II): Mutual influences. International Studies of Management & Organization, 38(2), Summer. (Tendencias y Modas en Estudios de Gestión (II): Influencias Mutuas. International Studies of Management & Organization, 38(2), Verano.)[65]
- 2008 (with Panozzo, Fabrizio) Trends and fashions in management studies (I): Fashion in research. International Studies of Management & Organization, 38(1), Spring. (Tendencias y Modas en Estudios de Gestión (I): Moda en la Investigación. International Studies of Management & Organization, 38(1), Primavera.)[66]
- 2006 (with Gagliardi, Pasquale) Management & humanities. Cheltenham, UK: Edward Elgar. (Gestión y Humanidades. Cheltenham, Reino Unido: Edward Elgar.)[67]
- 2006 Organization theory. Vol. I: Central topics, Vol. II: Current trends and disciplinary reflection. Cheltenham, UK: Edward Elgar. (Teoría de la Organización. Vol. I: Temas Centrales, Vol. II: Tendencias Actuales y Reflexión Disciplinaria. Cheltenham, Reino Unido: Edward Elgar.)[68][69]
- 2005 (with Sevón, Guje) (eds.) Global ideas: How ideas, practices and artifacts travel in the global economy. Malmö: Liber/CBS. (Ideas Globales: Cómo las Ideas, Prácticas y Artefactos Viajan en la Economía Global. Malmö: Liber/CBS.)[70]
- 2005 (with Hernes, Tor) (eds.) ANT and organizing. Malmö: Liber. (ANT y Organización. Malmö: Liber.)[71]
- 2003 (with Gagliardi, Pasquale) (eds.) Narratives we organize by. Amsterdam: John Benjamins. (Narrativas por las que nos Organizamos. Ámsterdam: John Benjamins.)[72]
- 2003 (with Sevón, Guje) (eds.) The Northern lights. Organization theory in Scandinavia. Malmö: Liber. (Las Luces del Norte. Teoría de la Organización en Escandinavia. Malmö: Liber.)[73]
- 2002 (with Häll, Heather) (eds.) Casting the Other. The production and maintenance of inequalities in work organizations. London: Routledge. (Producir al Otro. La Producción y Mantenimiento de Desigualdades en Organizaciones Laborales. Londres: Routledge.)[73]
- 2001 (with Solli, Rolf) (eds.) Organizing metropolitan space and discourse. Malmö/Oslo: Liber. (Organización del Espacio Metropolitano y el Discurso. Malmö/Oslo: Liber.)[74]
- 2001 (with Solli, Rolf) (eds.) Modernisering av storstaden. Marknaden och management i stora städer vid sekelskiftet. Malmö: Liber (Modernización de la Gran Ciudad. El Mercado y la Gestión en las Grandes Ciudades a principios de siglo. Malmö: Liber)[28][29]
- 1998 (ed.) Organisationteori på svenska. Malmö: Liber (Teoría de la Organización en Sueco. Malmö: Liber)[75][25][76]
- 1996 (with Sevón, Guje) (eds.) Translating organizational change. Berlin: de Gruyter. (Traduciendo el Cambio Organizacional. Berlín: de Gruyter.)[77][78]
- 1995 Managerial and organizational rhetoric. Studies in Cultures, Organizations and Societies, 1(2). (Retórica Gerencial y Organizacional. Studies in Cultures, Organizations and Societies, 1(2).)[79][80]
- 1994 (with Guillet de Monthoux, Pierre) Good novels, better management. Reading: Harwood. (Buenas Novelas, Mejor Gestión. Reading: Harwood.)[81]
- 1994 The construction of gender in organizations. Scandinavian Journal of Management, 10 (2). (La Construcción de Género en las Organizaciones. Scandinavian Journal of Management, 10 (2).)[82]
- 1994 Painful transformations: Privatization in East and Central Europe. Industrial & Environmental Crisis Quarterly, 8 (1): 1-6. (Transformaciones Dolorosas: Privatización en Europa del Este y Central. Industrial & Environmental Crisis Quarterly, 8 (1): 1-6.)[83]
- 1989 Anthropology of complex organizations (I). International Studies of Management & Organization, 19(3). (Antropología de las Organizaciones Complejas (I). International Studies of Management & Organization, 19(3).)[84]
- 1989 Anthropology of complex organizations (II) International Studies of Management & Organization, 19 (4) (Antropología de las Organizaciones Complejas (II). International Studies of Management & Organization, 19 (4).)[85]